# Paphnutius ostentus
Paphnutius ostentus är en insektsart som beskrevs av William Lucas Distant 1916. Paphnutius ostentus ingår i släktet Paphnutius och familjen spottstritar. Inga underarter finns listade i Catalogue of Life.